# Le Démon dans ma peau
Le Démon dans ma peau ou L'Assassin qui est en moi (titre original : The Killer Inside Me) est un roman policier de Jim Thompson, paru en 1952 chez Fawcett Publications.
Dans l'introduction de l'anthologie Crime Novels: American Noir of the 1950s, il est décrit comme un des romans criminels les plus brûlants et les plus radicaux jamais écrits.

## Résumé
L'histoire est racontée par son protagoniste, Lou Ford, un shérif adjoint de 29 ans de Central City, une petite ville du Texas occidental. Ford semble être un policier classique de petite ville, menant une existence banale. Cependant, derrière cette façade, c'est un sociopathe astucieux et dépravé. Le mécanisme d'adaptation de Ford à ses besoins ténébreux est pourtant une habitude relativement bénigne, celle d'asticoter les gens avec des clichés et des platitudes, malgré leur ennui : comme dit Lou : « S'il y a quelque chose de pire qu'un ennui, c'est un ennui répété. »
Bien qu'il ait une amie régulière, Amy Stanton, Lou Ford entreprend une relation sado-masochiste avec une prostituée du nom de Joyce Lakeland. Ford dit de leur relation qu'elle dénoue la “maladie” qui l'a affligé durant son adolescence : il a abusé sexuellement d'une petite fille, un crime dont son frère aîné Mike a endossé la responsabilité, pour éviter la prison à Lou. Après avoir effectué sa peine de prison, Mike est mort sur un chantier. Lou Ford suspecte Chester Conway, un magnat local de la construction, d'être responsable de cette mort.
Joyce Lakeland fait chanter Chester Conway, le menaçant de révéler sa liaison avec son fils Elmer. Conway paie 10 000 dollars à Lou Ford pour que celui-ci élimine Joyce. Lou la bat férocement et abat Elmer, espérant faire passer les crimes pour une dispute d'amoureux qui a mal tourné. Mais, malgré la correction reçue, il s'avère que Joyce survit, bien qu'elle soit tombée dans le coma.
Ford se constitue un solide alibi et tente de faire porter le chapeau à d'autres. Mais, pour que sa manœuvre réussisse, et alors que les preuves contre lui s'accumulent, il est conduit à commettre d'autres meurtres ou à provoquer d'autres morts, celles de sa fiancée, d'un clochard qui le fait chanter et d'un jeune garçon impliqué malgré lui dans l'affaire. Ce qui ne fait qu'accroître les soupçons pesant sur lui, jusqu'à ce que les autorités commencent à arracher son masque de santé mentale. C'est alors que Ford révèle au lecteur la pleine nature des démons intérieurs qui commandent son comportement criminel.
Le livre s'achève de manière ambiguë : Lou Ford, le narrateur, raconte peut-être au lecteur son assassinat par la police du comté et les hommes de main de Chester Conway, mais plusieurs indices incitent à penser qu'il a piégé, grâce à des substances détonantes, la maison dans laquelle se déroule la scène finale, et que toutes les personnes présentes – lui compris – meurent dans l'explosion et l'incendie qui semble s'ensuivre.

## Le roman dans l'œuvre de Jim Thompson
Le Démon dans ma peau est, initialement, un synopsis de film. « On écrivait des synopsis et on les donnait aux auteurs en disant : est-ce que vous pourriez nous donner un livre comme ça ? Par exemple, deux des premiers romans que Jim Thompson a écrits pour nous étaient fondés sur des synopsis. Je sais que ça fait sursauter Alberta qui le niera, mais c'est la vérité. On lui a donné un synopsis de The Killer Inside Me, qu'il a très astucieusement transformé pour satisfaire ses besoins stylistiques ».
Le roman est une étape importante dans l'évolution de Jim Thompson vers la définition de son style et de sa poétique propre. Le protagoniste de l'œuvre rappelle le vieux père de l'écrivain.
Le roman est une plongée dans l'âme criminelle, ainsi que l'expression d'un nihilisme fondamental qui parcourt toute l'œuvre de Jim Thompson. C'est également là que naît la veine humoristique et satirique de l'auteur, qui s'exprimera pleinement dans son chef-d'œuvre, 1275 âmes, de 1964. L'auteur le tenait pour son meilleur roman.

## Honneurs
Le Démon dans ma peau occupe la 49e place au classement américain des cent meilleurs livres policiers établi en 1995 par l'association des Mystery Writers of America.

## Traductions
- France

Le Démon dans ma peau est publié en édition de poche le 10 août 1966, par les éditions Gallimard, no 1057 de la collection Série noire. Cette traduction comporte de nombreuses coupes dans le roman. La version anglaise comporte 365 000 signes, la version française 320 000 signes. Par ailleurs, certains anachronismes sont patents : le texte de 1952 ne peut, en aucun cas, évoquer l'assassinat de John Fitzgerald Kennedy, mentionné dans la traduction de 1966. En octobre 2012, chez Rivages/Noir, Jean-Paul Gratias donne une nouvelle traduction intégrale du roman sous le titre L'assassin qui est en moi.
Rééditions du texte tronqué :
Éditions Gallimard, collection Carré noir no 348, mai 1980.
Éditions Gallimard, collection Folio no 2036, mars 1989.
Éditions Gallimard, collection Folio policier no 258, 3 juillet 2002, 220 pages,  (ISBN 2070498360 et 978-2070498369).
Éditions Gallimard, collection Folio Policier no 258, 2006, 219 pages,  (ISBN 2-07-049836-0) (BNF 38870719)
Éditions Gallimard, collection Folio policier, 10 juillet 2010, 220 pages, 135 g, 11 cm x 18 cm x 1,5 cm,  (ISBN 978-2-07-049836-9).
Nouvelle traduction intégrale :
Éditions Payot & Rivages, coll. Rivages/Noir no 886, 17 octobre 2012 sous le titre L'Assassin qui est en moi  (ISBN 978-2743624132)
- Japon

Le Démon dans ma peau est publié au Japon en 1990, en édition de poche, dans une traduction de Murata Masahiko, sous le titre 内なる殺人者. Une nouvelle traduction de Mikawa Motoe paraît en 2005, aux éditions Fuso.
- Italie

Le titre du roman en Italie est L'assassino che è in me.

## Adaptations cinématographiques
- 1976 : Ordure de flic (The Killer Inside Me), film américain réalisé par Burt Kennedy, avec Stacy Keach, dans le rôle de Lou Ford, Susan Tyrrell et Keenan Wynn. Le scénario est tiré du roman Le Démon dans ma peau par Edward Mann et Robert Chamblee.
- 2010 : The Killer Inside Me, film britannico-canado-suédois réalisé par Michael Winterbottom, avec Casey Affleck, dans le rôle de Lou Ford, Kate Hudson, Ned Beatty, Simon Baker et Jessica Alba. Le scénario est signé John Curran. Le film est présenté en avant-première au Festival du film de Sundance en janvier 2010, avant sa sortie en salles en août 2010, en France[9].

## Citations
Le roman est évoqué dans la chanson Sri Lanka Sex Hotel, des Dead Milkmen, dans leur 33-tours de 1988, Beelzebubba. De même, la chanson The Killer Inside Me, de l'artiste hip-hop expérimental MC 900 Ft. Jesus est basée sur le roman. Bruce Springsteen a dit que l'idée de sa chanson My Best Was Never Good Enough, de 1995 (sur l'album The Ghost of Tom Joad) venait du livre, plus particulièrement la tendance de Ford à s'exprimer par des clichés.
Le cinéaste Stanley Kubrick, qui a travaillé avec Thompson sur le script de L'Ultime Razzia (1956) et sur celui des Sentiers de la gloire (1957), appréciait le roman. Selon lui, c'était « probablement le récit le plus crédible et le plus effrayant que j'ai rencontré, écrit à la première personne, sur un esprit déformé par le crime. »